# Gry Nemezis
Gry Nemezis (tyt. oryg. Nemesis Games) – powieść fantastyczno-naukowa z 2015 autorstwa Daniela Abrahama i Ty Francka, piszących pod pseudonimem James S. A. Corey.  W Polsce ukazała się w kwietniu 2019 nakładem wydawnictwa Mag. Jest piątą częścią serii Expanse, opowiadającej o przygodach załogi statku kosmicznego Rosynant. Jest kontynuacją powieści pod tytułem  Gorączka Ciboli. Oryginalną okładkę wykonał  Daniel Dociu, a polską Dark Crayon. Andrew Liptak, piszący dla io9, wypowiedział się na temat książki pozytywnie, odwołując się do tytułu piątej części Gwiezdnych Wojen.

## Fabuła

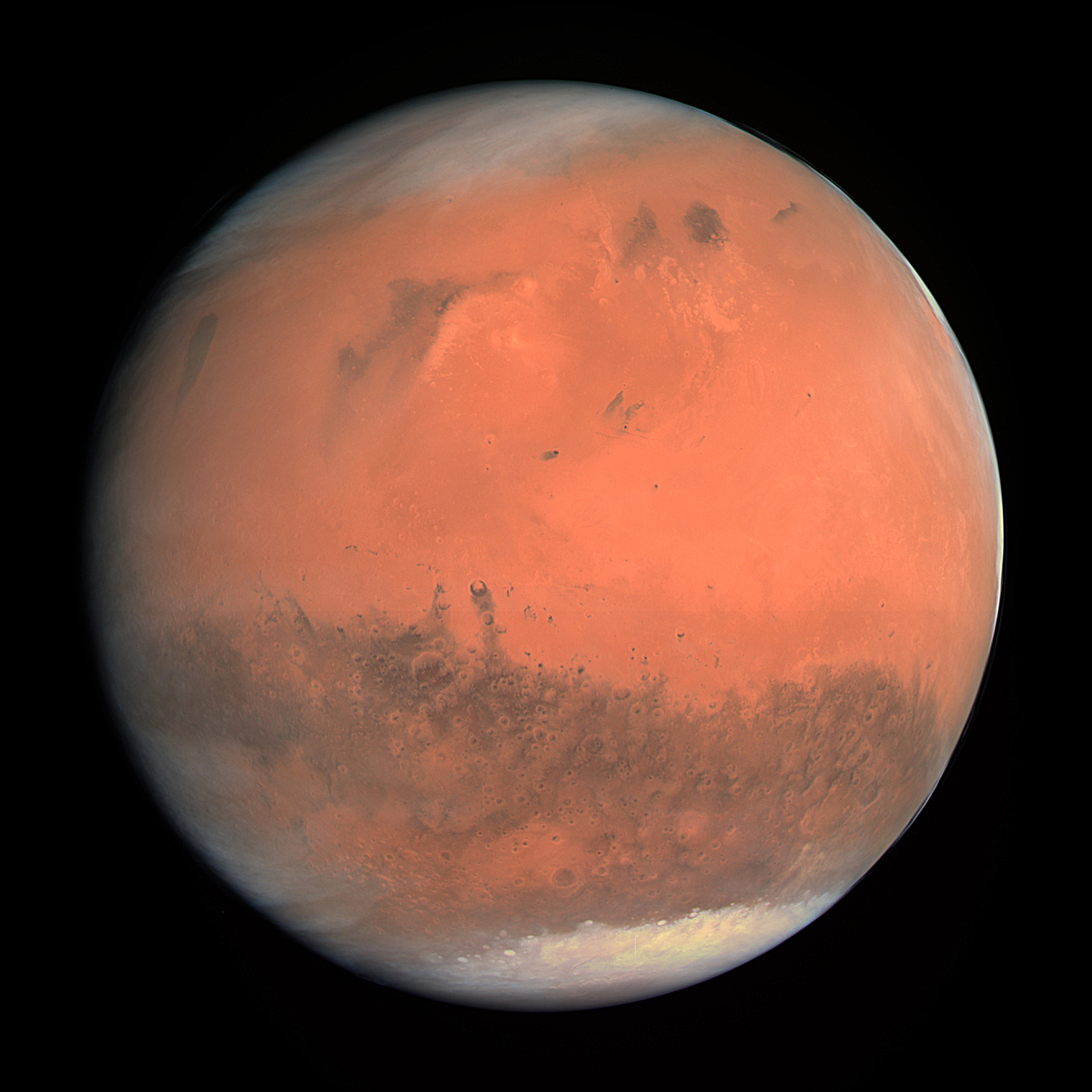
Część akcji powieści rozgrywa się na Marsie, rodzinnej planecie bohaterów powieści: Alexa i Bobbie.

Rosynant jest w naprawie, w której ma spędzić następne miesiące. Z tego powodu Amos, Naomi i Aleks wyruszają, aby załatwiać swoje prywatne sprawy. W tym czasie Holden spotyka się z dziennikarką, Moniką, która zdradza mu informacje, że statki kosmiczne zaczynają znikać w trakcie przelatywania przez Pierścień.